# Тененти-Портела
Тененти-Портела (порт. Tenente Portela)  —  муниципалитет в Бразилии, входит в штат Риу-Гранди-ду-Сул. Составная часть мезорегиона Северо-запад штата Риу-Гранди-ду-Сул. Входит в экономико-статистический  микрорегион Трес-Пасус. Население составляет 13 906 человек на 2007 год. Занимает площадь 338,085 км². Плотность населения — 39,5 чел./км².
Праздник города — 18 августа.

## История
Город основан 18 августа 1955 года. 

## Статистика
- Валовой внутренний продукт на 2003 составляет 87.121.034,00 реалов (данные: Бразильский институт географии и статистики).
- Валовой внутренний продукт на душу населения на 2003 составляет 6.309,46 реалов (данные: Бразильский институт географии и статистики).
- Индекс развития человеческого потенциала на 2000 составляет 0,769 (данные: Программа развития ООН).

## География
Климат местности: субтропический.